# Český Těšín (Czeski Cieszyn)
Český Těšín (Czeski Cieszyn) – stacja kolejowa w Czeskim Cieszynie, w kraju morawsko-śląskim, w Czechach. Znajduje się na wysokości 274 m n.p.m.

## Historia

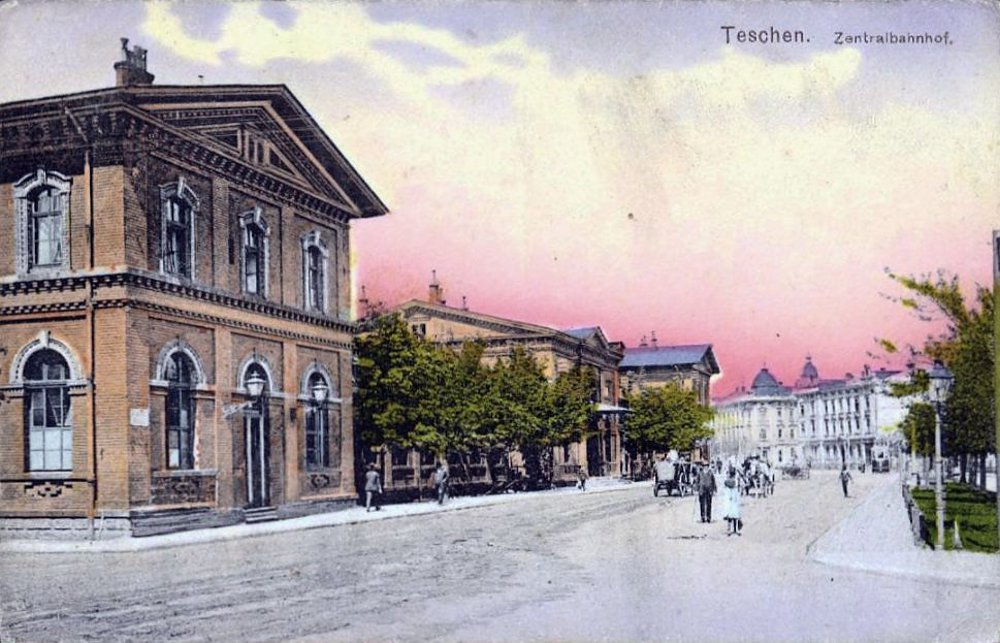
Dworzec kolejowy w roku 1917

Stacja kolejowa w Cieszynie została otwarta 1 lutego 1869, gdy doprowadzono do niej kolej Koszycko-Bogumińską. Gdy w 1888 uruchomiono linię z Kojetína na Morawach do Bielska znaną jako Kolej Miast Morawsko-Śląskich, Cieszyn stał się ważnym węzłem kolejowym na Śląsku Austriackim. Wówczas pierwotny dworzec, wybudowany w 1871 roku na Kamieńcu na granicy Cieszyna i Sibicy, okazał się nieodpowiedni do obsługi pasażerów, dlatego w 1889 roku wybudowano nowy dworzec kolejowy, który zlokalizowano nieco bliżej Saskiej Kępy. Dworzec został zaprojektowany w stylu neorenesansowym, składa z trzech pawilonów, połączonych między sobą galeriami. Ze względu na to, że dworzec położony był w znacznej odległości od ścisłego centrum miasta, przy dworcu funkcjonował postój dorożek konnych. W 1909 roku władze miasta zdecydowały o wprowadzeniu nowoczesnego środka transportu, jakim był tramwaj elektryczny. Ten zaczął funkcjonować od 12 lutego 1911 i wozić pasażerów od dworca kolejowego przez most na Olzie na drugą stronę miasta. Na dworcu działała elegancka restauracja. W latach 1900–1902 na dworcu w Cieszynie zatrzymywał się luksusowy pociąg kursujący z Berlina do Konstantynopola, który w Budapeszcie był przyłączany do słynnego Orient Expressu. Po tym jak Orient Ekspress został zawieszony na czas wojny, w latach 1916–1918 kursował tędy ekspresowy Pociąg Bałkański. 
Po podziale Śląska Cieszyńskiego w 1920 roku stacja kolejowa znalazła się w granicach Czechosłowacji. W grudniu 1931 roku otwarto obok zabudowań stacyjnych (wcześniej znajdowała się tam dworcowa restauracja ogrodowa) nową pocztę wraz z dodatkowym torem dla wagonów pocztowych. Po przyłączeniu Zaolzia do Polski w listopadzie 1938 roku zmieniono nazwę stacji na Cieszyn Zachodni. W latach 1962–1964 nastąpiła modernizacja stacji, podczas której wybudowano przejście podziemne, wiaty peronowe, dodatkowe tory i zainstalowano nowoczesne urządzenia przekaźnikowe. Zlikwidowano kładkę nad torowiskiem oraz zburzono dworzec kolejowy wybudowany w 1871 roku. Pierwszy pasażerski pociąg elektryczny przyjechał na stację 1 lipca 1964 roku. Na odcinku Cieszyn – Český Těšín pociągi pasażerskie kursowały do 6 października 1951 roku. Odcinek graniczny został zelektryfikowany dopiero w 1994 roku, wznowienie połączeń kolejowych Bielsko-Biała – Czeski Cieszyn miało miejsce dnia 28 lutego 1995 roku. 30 września 2002 nastąpiło uroczyste otwarcie wyremontowanego dworca kolejowego. W roku 2005 dobudowano dalszą część przejścia podziemnego pod ulicą Dworcową. Podczas modernizacji stacji kolejowej w 2015 roku wybudowano nowe perony z mniejszymi wiatami. Dodatkowo zamontowano windy oraz zmodernizowano przejście podziemne. Na dworcu znajduje się ČD Centrum, toalety, kiosk, kantor, piekarnia, bufet, bankomat i przechowalnia bagażu. Możliwe jest nadanie przesyłki kurierskiej. 16 marca 2006 budynek dworca został wpisany do rejestru zabytków Republiki Czeskiej.